# Qi Liangyi
Qi Liangyi (齐良巳) ou Liangli ou Ch'i Liang-Yi, est une artiste-peintre de natures mortes, de fleurs, de fruits, traditionnelle, chinoise du XXe siècle, née en 1923, morte en 1988.

## Biographie
Qi Liangyi est la fille de Qi Baishi, qui l'initie, dès son plus jeune âge, à la peinture de fleurs traditionnelle.

Elle peint également des fruits et des légumes. En 1980, elle figure à l'exposition Peintres traditionnels de la République populaire de Chine, à la galerie Daniel Malinque de Paris, avec un dessin à l'encre et couleurs: Les Fleurs s'épanouissent à l'aube sous la rosée, et sous-titrée: « Exécuté par Lianji, fille de Qi Baishi, à mon réveil ».